# Орлов, Дмитрий Алексеевич
Дми́трий Алексе́евич Орло́в (бел. Дзмітрый Аляксеевіч Арлоў; 13 [26] сентября 1903—18 июня 1969) — советский актёр театра и кино, режиссёр, театральный педагог, народный артист Белорусской ССР (1941).

## Биография
Родился 13 (26) сентября 1903 года в Москве в семье священника храма апостола Иакова Зеведеева в Казённой Слободе, Алексея Павловича Орлова. В семье было шестеро детей. Отец умер в 1925 году, мать, Софья Сергеевна, — в 1954-м.

### Образование
В 1925 году Орлов окончил ГИТИС, который именовался тогда Центральным техникумом театрального искусства (ЦЕТЕТИС).
Его учителями были известные деятели русского театра Л. М. Леонидов, А. Д. Попов, А. Д. Дикий.

### Начало карьеры
По окончании учёбы Орлов приглашен на работу в Драматическую студию имени Ф. И. Шаляпина. В этом театре он прошёл все круги познания театрального организма: работал электриком, актёром, режиссёром и даже педагогом.
В 1929 году он перешёл в театр Пролеткульта (впоследствии Московский драматический театр имени ВЦСПС). Журнал «Красная нива», одним из редакторов которого был А. В. Луначарский, печатает его портрет и пишет об удаче в роли Лобзика (спектакль по пьесе А. Глебова «Галстук»), Орлов играет Бальзаминова («Женитьба Бальзаминова»), Капитана («Матросы из Катарро»), Швейка («Бравый солдат Швейк»).
В 1934 году Орлов по приглашению Н. П. Охлопкова переходит в Реалистический театр. Здесь он сыграл свои «звездные» роли, которые сделали его очень популярным актёром в Москве того времени. В это же время он начал свою режиссёрскую и педагогическую деятельность.

### Расцвет творчества
В 1936 году Орлов получает предложение Владимира Кумельского, основателя Первого русского театра БССР, занять позицию главного режиссёра театра, и перебирается в Могилёв. В. В. Кумельский становится директором театра, А. Я. Донатти (Баранов) — художественным руководителем.
В 1939 году, после скоропостижной кончины В. В. Кумельского, Орлов становится художественным руководителем театра. Лучшими образами, созданными Орловым в этот период, были Хлестаков («Ревизор»), Протасов («Дети солнца»), Телятев («Бешенные деньги»). Орлов достигал в своих ролях глубокого проникновения во внутренний мир героя, окрашивал свои образы лиризмом. Комедийные роли Орлова отличались мягким юмором и непосредственностью.
В августе 1940 года отчетные гастроли Русского драматического театра БССР под руководством Д. А. Орлова перед столичной публикой прошли триумфально. П. К. Пономаренко, первый секретарь ЦККП(б)Б: «Молодцы! Не ожидали мы, что вы так быстро наберете высоту! Спасибо, что нашли в себе мужество провести реорганизацию театра, не побоялись! Теперь у нас есть настоящий республиканский театр по уровню режиссерского и актерского мастерства и место ему в столице Республики!»
В 1942 году штаб-управление под руководством В. В. Нежного вызвало Орлова в Москву. Там формировались фронтовые бригады по запросам политотделов армии и частей 1-го белорусского фронта. Орлов назначен руководителем фронтового театра.
В феврале 1944 года он был вызван к П. К. Пономаренко для ознакомления с решением восстановить Русский театр, перестать считать его фронтовым и передать в Управление по делам искусств при СНК БССР.
Орлов начинает собирать труппу, находясь в Москве. Штаб располагался в гостинице «Москва». Решение с помещением в Беларуси не принималось из-за отсутствия такового. Было определено руководство театром: директор — А. Ф. Кистов, художественный руководитель — Орлов, главный режиссёр — С. Владычанский.

### Послевоенный период
С 1948 года Орлов вёл педагогическую работу в Белорусском театрально-художественном институте, а в 1952 году возглавил кафедру актёрского мастерства. За 20 лет педагогической деятельности подготовил 8 выпусков студентов — более 100 артистов и 20 режиссёров.
Орлов создал свою актёрскую школу, занимался научно-исследовательской деятельностью, публикуя статьи об основных педагогических принципах подготовки актёрских и режиссёрских кадров и методологии передачи системы К. С. Станиславского. Орлов явился непосредственным создателем новой методологии актёрской и режиссёрской школы в Беларуси и получил в 1961 году диплом профессора ВАК СССР.
Орлов регулярно выступал в прессе со статьями о театре и рецензиями на спектакли.
Наибольшую известность актёру принесла роль Вильгельма фон Кауница (прообразом которой стал Вильгельм Рихард Пауль Кубе — гауляйтер оккупированной немцами Белоруссии) в кинофильме «Часы остановились в полночь». Актёру хорошо удался отрицательный образ палача белорусского народа.

## Награды и звания
- Народный артист Белорусской ССР (2 июля 1940 — удостоверение № 12).
- Орден Трудового Красного Знамени (№ 7299) (20.06.1940) — за выдающиеся заслуги в деле развития белорусского театрального и музыкального искусства
- Орден Трудового Красного Знамени (30 декабря 1948)
- Медаль «За доблестный труд в Великой Отечественной войне» (6 июня 1945).
- Медаль «За победу над Германией в Великой Отечественной войне» (9 мая 1945).
- Орден «Знак Почёта» (27 апреля 1955).
- Аттестат профессора (Решением ВАК от 8 апреля 1961 — № 000649)
- Орден «Знак Почёта» (24 февраля 1967).

## Творчество

### Роли в театре

#### Драматическая студия имени Ф. И. Шаляпина (г. Москва)
- «Шестеро любимых»

#### Театр Пролеткульта, впоследствии театр ВЦСПС (г. Москва)
| Год  | Спектакль                              | Роль        | Постановщик                                     |
| ---- | -------------------------------------- | ----------- | ----------------------------------------------- |
| 1931 | «Галстук» А. Глебова                   | Лобзик      | Режиссёр М. Терешкович                          |
| 1932 | «Женитьба Бальзаминова» А. Островского | Бальзаминов | Режиссёр А. Лобанов, при участии И. Раппопорта. |
| 1932 | «Вершины счастья» Дос Пассоса          | Бэк         | Режиссёр А. Дикий                               |
| 1932 | «Матросы из Катарро» Ф. Вольфа         | Капитан     | Режиссёр А. Дикий                               |

#### Реалистический театр(г. Москва)
- «Аристократы» Николая Погодина — Костя-капитан[1]
- «Бравый солдат Швейк» Ярослава Гашека — Швейк

#### Русский государственный театр (г. Могилёв)
- «Галстук» Глебова — Лобзик[1]
- «Женитьба Бальзаминова» А. Островского — Бальзаминов
- «Ревизор» Н. В. Гоголя — Ревизор
- «Бронепоезд 14-69» Вс. Иванова — Васька-окорок
- «Как закалялась сталь» Н. Островского — Павел Корчагин
- «Беспокойная старость» Рахманова — Полежаев
- «Анна Каренина» по Л. Н. Толстому — Каренин
- «Интервенция» Славина — Селестен
- «Кремлёвские куранты» Николая Погодина — Ленин
- «Царь Фёдор Иоанович» А. К. Толстого — царь Фёдор Иоанович
- «Бешеные деньги» — Телятьев
- «Русский вопрос» К. Симонова — Мэрфи
- «Дядя Ваня» А. П. Чехова — Войницкий

### Постановки в театре
- 1934 — «Шестеро любимых» Алексея Арбузова[1]
- 1937 — «Барышня-крестьянка» А. С. Пушкина
- 1937 — «Каменный гость» А. С. Пушкина
- 1939 — «Собака на сене» Лопе де Вега

### Фильмография
- 1958 — Часы остановились в полночь — Вильгельм фон Кауниц (прообраз Вильгельма Рихарда Пауля Кубе — гауляйтера оккупированной немцами Белоруссии)
- 1960 — Весенние грозы
- 1963 — Внимание! В городе волшебник! — аптекарь
- 1966 — Саша-Сашенька — театральный режиссёр
- 1966 — Сколько лет, сколько зим!
- 1967 — Война под крышами — пан Жигоцкий
- 1967 — Надпись на срубе — Василий Романович

## Личная жизнь
Орлов был женат трижды.
- Первая жена (с 1933 по 1937) — Зоя Владимировна Свинарская, актриса, коллега по работе в театрах Москвы и Могилева.
  - Дочь — Татьяна Дмитриевна Орлова (род. 1935).
- Вторая жена (с 1938 по 1946) — Анна Брониславовна Обухович, актриса, коллега по работе в Русском театре Беларуси.
  - Сын — Валерий Дмитриевич Орлов.
- Третья жена (с 1952 по 1969) — Виктория Адольфовна Вдзенконская.
  - Дочь — София Дмитриевна Орлова (род. 1947).